# IV Rada Rzeczypospolitej Polskiej
IV Rada Rzeczypospolitej Polskiej – powołana została 28 października 1968 r. pod przewodnictwem Antoniego Brochwicz-Lewińskiego.
W skład rady weszło 89 członków, w tym:
- 34 wyznaczonych przez stronnictwa i ugrupowania polityczne,
- 12 powołanych przez Prezydenta RP,
- 20 wybranych w drodze wyborów bezpośrednich z okręgu wyborczego w Londynie,
- 7 wybranych w drodze wyborów bezpośrednich z okręgu wyborczego w Manchester,
- 2 wybranych w drodze wyborów bezpośrednich z okręgu wyborczego w Edynburg,
- 3 wybranych z tytułu byłych mandatów na Sejm,
- 11 wybranych z tytułu pełnienia obowiązków premierów lub ministrów w rządach Rzeczypospolitej.

Pierwsze posiedzenie odbyło się 9 listopada 1968 r. Rada została rozwiązana 7 listopada 1970 r.
Na pierwszym posiedzeniu Rada 9 listopada 1968 jednomyślnie uchwaliła, że prezydent RP August Zaleski swą przeszło 50-letnią służbą dla Polski dobrze zasłużył się Ojczyźnie.

## Sesje
I 9 listopada 1968 r. - 14 grudnia 1968 r.

II 10 maja 1969 r. - 14 czerwca 1969 r.

III 11 października 1969 r. - 6 grudnia 1969 r.

IV 11 kwietnia 1970 r. - 6 czerwca 1970 r.

V 10 października 1970 r. - 7 listopada 1970 r.

## Członkowie IV Rady Rzeczypospolitej Polskiej
| Lp | Tytuł, imię i nazwisko                               | Tryb powołania                           | Uwagi                              |
| -- | ---------------------------------------------------- | ---------------------------------------- | ---------------------------------- |
| 1  | Jadwiga Baranowska                                   | Obywatelski Związek Polek                |                                    |
| 2  | Adolf Bochniak                                       | Niezależny Ruch Społeczny                |                                    |
| 3  | Stefan Tadeusz Bogusławski                           | Ruch Odrodzenia Narodowego               |                                    |
| 4  | Henryk Borowik                                       | Związek Ziem Wschodnich                  |                                    |
| 5  | Antoni Brochwicz-Lewiński                            | były minister obrony narodowej           | Prezes IV Rady RP                  |
| 6  | Zofia Byrowa                                         | Związek Ziem Wschodnich                  |                                    |
| 7  | Józef Bzowski                                        | Liga Niepodległości Polski               |                                    |
| 8  | Bogusław Chojnacki                                   | Ruch Niezależnej Polityki Polskiej       |                                    |
| 9  | Tadeusz Cieloch                                      | Związek Ziem Wschodnich                  |                                    |
| 10 | Michał Darowski                                      | Stronnictwo Chrześcijańskiej Demokracji  |                                    |
| 11 | Stanisław Antoni Daszkiewicz                         | Ruch Odrodzenia Narodowego               |                                    |
| 12 | Maria Dębicka                                        | Obywatelski Związek Polek na Uchodźstwie |                                    |
| 13 | Szymon Dużniak                                       | Ruch Niezależnej Polityki Polskiej       | Wiceprezes IV Rady RP              |
| 14 | Maksymilian Dybowski                                 | Prezydent RP                             |                                    |
| 15 | Stefan Eichler                                       | Stronnictwo Chrześcijańskiej Demokracji  |                                    |
| 16 | Jerzy Epler                                          | Konwent Walki o Niepodległość            |                                    |
| 17 | Stefan Gałyński                                      | Ruch Niezależnej Polityki Polskiej       |                                    |
| 18 | Jerzy Gawenda                                        | Stronnictwo Chrześcijańskiej Demokracji  |                                    |
| 19 | Jan Gawron                                           | Ruch Niezależnej Polityki Polskiej       |                                    |
| 20 | Atanazy Gonta                                        | Prezydent RP                             | Wiceprezes IV Rady RP              |
| 21 | gen. bryg. Augustyn Gruszka                          | minister skarbu                          |                                    |
| 22 | Józefa Izabella Gruszkowa                            | Prezydent RP                             |                                    |
| 23 | Józef Haberling                                      | Ruch Niezależnej Polityki Polskiej       |                                    |
| 24 | Halina Janiszewska                                   | Związek Socjalistów Polskich             | od 8 października 1969 r.          |
| 25 | Franciszek Jasiński                                  | Ruch Odrodzenia Narodowego               |                                    |
| 26 | Feliks Jaworski                                      | Prezydent RP                             |                                    |
| 27 | Sylwester Karalus                                    | Ruch Odrodzenia Narodowego               | Sekretarz IV Rady RP               |
| 28 | Franciszek Wiktor Karassek                           | Związek Ziemi Wschodniej                 |                                    |
| 29 | Zofia Klimkiewicz                                    | Obywatelski Związek Polek na Uchodźstwie |                                    |
| 30 | Kazimierz Klochowicz                                 | Ruch Niezależnej Polityki Polskiej       |                                    |
| 31 | Zygmunt Kubisz                                       | Związek Ziem Wschodnich                  |                                    |
| 32 | gen. bryg. Jan Lachowicz                             | Prezydent RP                             |                                    |
| 33 | Stanisław Lubodziecki                                | Związek Ziem Wschodnich                  |                                    |
| 34 | Bronisław Łokaj                                      | Konwent Walki o Niepodległość            |                                    |
| 35 | Władysław Łysakowski                                 | Konwent Walki o Niepodległość            | zmarł 12 czerwca 1970              |
| 36 | Jan Majewski                                         | Niezależny Ruch Społeczny                | od 8 października 1969 r.          |
| 37 | Janusz Makarczyński                                  | Konwent Walki o Niepodległości           |                                    |
| 38 | Jan Andrzej Michalski                                | Prezydent RP                             |                                    |
| 39 | Józef Michałowski                                    | Ruch Niezależnej Polityki Polskiej       |                                    |
| 40 | Zdzisław Miłoszewski                                 | Ruch Odrodzenia Narodowości              |                                    |
| 41 | Jan Mrówka                                           | Ruch Niezależnej Polityki Polskiej       |                                    |
| 42 | Zygmunt Muchniewski                                  | Stronnictwo Chrześcijańskiej Demokracji  |                                    |
| 43 | Stanisław Nikodemowicz                               | Konwent Walki o Niepodległość            |                                    |
| 44 | Mieczysław Nivelt                                    | Ruch Niezależnej Polityki Polskiej       | Sekretarz IV Rady RP               |
| 45 | Jan Nordan                                           | Ruch Odrodzenia Narodowego               |                                    |
| 46 | Stanisław Nowak                                      | Stronnictwo Chrześcijańskiej Demokracji  |                                    |
| 47 | Anna Nowakowa                                        | Prezydent RP                             |                                    |
| 48 | Zofia Nowosielska                                    | Obywatelski Związek Polek na Obczyźnie   |                                    |
| 49 | Tomasz Okoń                                          | Ruch Niezależnej Polityki Polskiej       |                                    |
| 50 | Edmund Olszewski                                     | Ruch Niezależnej Polityki Polskiej       |                                    |
| 51 | Stefan Orłowski                                      | Prezydent RP                             |                                    |
| 52 | Jan Pałka                                            | Ruch Niezależnej Polityki Polskiej       |                                    |
| 53 | Władysław Pietrzak                                   | Niezależny Ruch Społeczny                |                                    |
| 54 | Tadeusz Pietrzykowski                                | Stronnictwo Chrześcijańskiej Demokracji  |                                    |
| 55 | Antonina Płońska                                     | Obywatelski Związek Polek na Obczyźnie   |                                    |
| 56 | Stanisław Pola                                       | Związek Ziem Wschodnich                  |                                    |
| 57 | Władysław Polnik                                     | Związek Ziem Wschodnich                  |                                    |
| 58 | Stanisław Pomianowski                                | Ruch Niezależnej Polityki Polskiej       |                                    |
| 59 | Adam Pragier                                         | Polska Partia Socjalistyczna             |                                    |
| 60 | Stanisław Reczko                                     | Stronnictwo Chrześcijańskiej Demokracji  |                                    |
| 61 | Ludwik Salwik                                        | Konwent Walki o Niepodległość            |                                    |
| 62 | Edward Sas-Świstelnicki                              | Stronnictwo Chrześcijańskiej Demokracji  |                                    |
| 63 | Feliks Sęczkowski                                    | Stronnictwo Chrześcijańskiej Demokracji  | Wiceprezes IV Rady RP              |
| 64 | Ryszard Silinicz                                     | Stronnictwo Chrześcijańskiej Demokracji  |                                    |
| 65 | Franciszek Skrzywanek                                | Liga Niepodległości Polski               |                                    |
| 66 | Mieczysław Słowikowski                               | Ruch Niezależnej Polityki Polskiej       |                                    |
| 67 | gen. bryg. Jerzy Sochocki                            | Prezydent RP                             |                                    |
| 68 | Juliusz Sokolnicki                                   | Ruch Odrodzenia Narodowego               |                                    |
| 69 | Stanisław Sokołowski                                 | Ruch Odrodzenia Narodowego               |                                    |
| 70 | Henryk Soplica-Jackowski                             | Liga Niepodległości Polski               |                                    |
| 71 | Henryk Spaltenstein                                  | Związek Socjalistów Polskich             | od 8 października 1969 r.          |
| 72 | Witold Szlachetko                                    | Prezydent RP                             |                                    |
| 73 | płk dypl. pil. Ludwik Maria Emanuel Szul-Skjóldkrona | Ruch Odrodzenia Narodowego               |                                    |
| 74 | gen. bryg. Antoni Szymański                          | Prezydent RP                             | zrezygnował 6 października 1969 r. |
| 75 | Helena Śliżyńska                                     | Obywatelski Związek Polek na Uchodźstwie |                                    |
| 76 | Leon Tadeusz Tomaszewski                             | Związek Ziem Wschodnich                  |                                    |
| 77 | Władysław Trippenbach                                | Niezależny Ruch Społeczny                |                                    |
| 78 | Kazimierz Walczak                                    | Związek Ziem Wschodnich                  |                                    |
| 79 | Bronisław Wanke                                      | Konwent Walki o Niepodległość            |                                    |
| 80 | Henryk Wicher-Wawrzyniak                             | Stronnictwo Chrześcijańskich Demokratów  |                                    |
| 81 | Stanisława Witorzeniec                               | Obywatelski Związek Polek Uchodźstwie    |                                    |
| 82 | Józef Wnuk                                           | Ruch Niezależnej Polityki Polskiej       |                                    |
| 83 | Jan Woźniak                                          | Ruch Niezależnej Polityki Polskiej       | Wiceprezes IV Rady RP              |
| 84 | Jan Wrona                                            | Ruch Niezależnej Polityki Polskiej       |                                    |
| 85 | Franciszek Adam Wylegała                             | Ruch Odrodzenia Narodowego               |                                    |
| 86 | Jerzy Udowiczenko                                    | Polska Partia Socjalistyczna             |                                    |
| 87 | Jan Zalewski                                         | Ruch Niezależnej Polityki Polskiej       |                                    |
| 88 | Aleksander Zawisza                                   | Polska Partia Socjalistyczna             |                                    |
| 89 | Józef Ryszard Zawisza                                | Ruch Niezależnej Polityki Polskiej       |                                    |
| 90 | Irena Zawiszyna                                      | Obywatelski Związek Polek Uchodźstwie    |                                    |
| 91 | Jan Zieliński                                        | Konwent Walki o Niepodległość            |                                    |
| 92 | Jan Zwierzyński                                      | Prezydent RP                             |                                    |